# Liste der Bodendenkmale in Lindewitt
In der Liste der Bodendenkmale in Lindewitt sind die Bodendenkmale der Gemeinde Lindewitt nach dem Stand der Bodendenkmalliste des Archäologischen Landesamts Schleswig-Holstein von 2016 aufgelistet. Die Baudenkmale sind in der Liste der Kulturdenkmale in Lindewitt aufgeführt.
| Denkmal-ID           | Befundart               | Bezeichnung                              | Zeitstellung                 | Lage | Bemerkungen | Bild |
| -------------------- | ----------------------- | ---------------------------------------- | ---------------------------- | ---- | ----------- | ---- |
| aKD-ALSH-Nr. 004 143 | besonderer Stein        | Inschriftenstein/Grenzstein/Schalenstein |                              |      |             |      |
| aKD-ALSH-Nr. 004 144 | Grabmal > Großsteingrab | Steinkammer                              | Neolithikum                  |      |             |      |
| aKD-ALSH-Nr. 004 145 | Grabmal > Grabhügel     | Grabhügel                                | Vor- und/oder Frühgeschichte |      |             |      |